# Tyrolis
Tyrolis Music is een Oostenrijks muzieklabel uit de plaats Zirl in Tirol. Daarnaast heeft het vestigingen in Duitsland, Zwitserland en Liechtenstein. Het familiebedrijf werd in 1967 opgericht door Helmut Rasinger.
Het label richt zich vooral op traditionele muziek en brengt daarnaast ook muziek uit andere genres en voor andere labels uit. Het heeft eigen geluidsstudio's, een productiebedrijf voor muziekcassettes, muziekuitgeverijen, mastercatalogus en een hotel.